# Maria Julivert Aulés
Maria Julivert Aulés (Vendrell, 1888 - 2 de abril de 1968) fue una pintora, esperantista y feminista catalana.

## Biografía
Maria Julivert aprendió la lengua auxiliar internacional esperanto en 1911 y fue una figura clave de la asociación Frateco, que habían fundado Andreu Nin, Ferran Ramon y Amadeu Martorell en Vendrell. Esta asociación tuvo un papel muy importante en pro de la igualdad de las mujeres dentro del mundo asociativo de la época”. Así, en 1913 empezó a ofrecer cursos de esperanto para chicas, siendo la profesora la misma Maria Julivert. Poco después, dos mujeres formarían parte de la Junta de la entidad. De este modo, Frateco era una puerta a la modernidad, a los ambientes intelectuales y a la cultura para las mujeres y los hombres del pueblo. Durante más de 20 años Maria Julivert enseñó esperanto, realizando también conferencias y escribiendo artículos al respecto. En un viaje en Madrid conoció al eminente esperantista Julio Mangada. Por otro lado, Maria Julivert también hizo varias traducciones, tanto desde el catalán al esperanto, como de la lengua internacional al catalán. Así, es autora de la traducción al catalán del famoso texto de Zamenhof "Esencia y futuro de la idea de una lengua internacional" (Esenco kaj Estonteco de la ideo de Lingvo Internacia). Formó parte de la organización del congreso catalán de esperanto que tuvo lugar el 1933 en Vendrell, con celebración de los Juegos Florales Internacionales incluida, donde actuó de secretario Jaume Grau Casas.
En los diferentes artículos que Maria Julivert publicó en el semanario Baix Penedès, en el Diario de Tarragona o en el Pueblo Catalán, no solo promovió el esperanto, sino también los valores pacifistas y feministas. Por ejemplo, defendía el feminismo como valor esperantista, porque permitía la igualdad entre hombres y mujeres. También trató otros temas, como el amor libre, la guerra o las situaciones de injusticia que sufrían las mujeres.
Maria Julivert también fue secretaria de la Biblioteca Popular del pueblo, cargo que normalmente estaba reservado a los hombres. Se trataba de una biblioteca integrada a la red de bibliotecas populares impulsada por la Mancomunidad de Cataluña y se convirtió en uno de los locales donde se organizarían los principales acontecimientos del movimiento esperantista en el pueblo.
También fue pintora y tuvo una academia de dibujo y pintura en Vendrell. Como pintora, participó en el primer salón que la Asociación de Artistas Independientes hizo en 1936.